# Antho gymnazusa
Antho gymnazusa är en svampdjursart som först beskrevs av Schmidt 1870.  Antho gymnazusa ingår i släktet Antho och familjen Microcionidae. Inga underarter finns listade i Catalogue of Life.